# Cozma (gmina)
Cozma – gmina w Rumunii, w okręgu Marusza. Obejmuje miejscowości Cozma, Fânațele Socolului, Socolu de Câmpie, Valea Sasului i Valea Ungurului. W 2011 roku liczyła 562 mieszkańców.